# Porphyrosela dorinda
Porphyrosela dorinda là một loài bướm đêm thuộc họ Gracillariidae. Nó được tìm thấy ở Hong Kong, Ấn Độ (Uttar Pradesh, Bihar, West Bengal), Nhật Bản (quần đảo Ryukyu), Malaysia, Philippines (Mindoro và Luzon) và Đài Loan.
Ấu trùng ăn Calopogonium, Desmodium (bao gồm Desmodium gangeticum, Desmodium heterocarpon, Desmodium heterophyllum và Desmodium triflorum), Pueraria montana, Uraria lagopus và Uraria neglecta. Chúng ăn lá nơi chúng làm tổ.